# Ernst av Hohenlohe-Langenburg
Ernst av Hohenlohe-Langenburg, 4:e furste av Hohenlohe-Langenburg, född 7 maj 1794 i Langenburg och död 12 april 1860 i Baden. Gift 18 februari 1828 på Kensington Palace med prinsessan Feodora av Leiningen (1807-1872), halvsyster till drottning Viktoria av Storbritannien.
Barn:
- Karl av Hohenlohe-Langenburg (1829-1907), gift med (morganatiskt) Marie Grathwohl, friherrinna von Bronn (1837-1901)
- Hermann av Hohenlohe-Langenburg, 6:e furste av Hohenlohe-Langenburg (1832-1913), gift med Leopoldine av Baden (1837-1903)
- Viktor av Hohenlohe-Langenburg (1833-1891), gift med lady Laura Seymour, grevinna von Gleichen
- Adelheid av Hohenlohe-Langenburg (1835-1900), mormors mormor till kung Carl XVI Gustaf
- Feodora av Hohenlohe-Langenburg (1839-1872), gift med Georg II av Sachsen-Meiningen